# شارلو
شارلو (انگلیسی: Charlot) قایقران روئینگ اهل فرانسه بود.